# 约斯塔·萨伦
约斯塔·萨伦（瑞典語：Gösta Salén，1922年1月4日—2002年），瑞典前男子帆船运动员。他曾代表瑞典参加1948年夏季奥林匹克运动会帆船比赛，获得6米级铜牌。